# Rudolf Hüppi

Rolf Hüppi (1992)

Rudolf Hüppi (* 25. April 1943 in Uznach, heimatberechtigt in St. Gallenkappel, heute Eschenbach SG) ist ein Schweizer Manager.

## Leben
Rudolf Hüppi, oft Rolf Hüppi genannt,  machte eine kaufmännische Lehre bei der Vertretung der Lloyd’s of London in Zürich. Er trat 1963 in die Zürich Versicherungsgesellschaft an deren Hauptsitz in Zürich ein. Bereits ein Jahr später wechselte er zur indischen Tochterfirma in Bombay und wurde dort 1966 Leiter dieser Niederlassung. Nach zwei Jahren zurück am Hauptsitz in Zürich übernahm er ab 1972 Aufgaben an den Aussenstellen in Chicago und Pittsburgh in den USA. Ab 1975 erweiterte er von Zürich aus die internationalen Geschäfte und gründete dafür eine eigene Organisationseinheit. Als nächste Stufe seiner Karriere übernahm er nach 1983 als Konzernleitungsmitglied die Verantwortung für englischsprachige Länder und Teile von Asien. Nach einer Zeitspanne als operativer Leiter (COO) der Gesamtgruppe wurde er 1991 Geschäftsführer (CEO) der Zürich-Gruppe. Zudem wurde Hüppi 1993 in den  Verwaltungsrat gewählt. Dieses Gremium wählte ihn 1995 zu seinem Präsidenten.
Unter dem von Hüppi betriebenen forschen Expansionskurs wuchsen die Zurich Financial Services zu einem Allfinanzkonzern mit 70‘000 Mitarbeitern, gerieten jedoch in finanzielle Schwierigkeiten. Ab dem Geschäftsjahr 2000 musste der Rückwärtsgang eingelegt werden, was zu einem markanten Einbruch der Börsenbewertung führte. Kritisiert wurde auch die von Hüppi eingenommene Doppelfunktion als Geschäftsführer und gleichzeitig Verwaltungsratsvorsitzender. Auf Druck hin erklärte Hüppi im April 2002 seine Demission.
Nach seinem Ausstieg bei den Zürich Versicherungen war er 2006 Mitgründer der Schweizer Firma ParaLife Group in Zürich, einem Anbieter von Mikroversicherungen hauptsächlich in Entwicklungsländern. Hüppi ist Verwaltungsratspräsident dieser Organisation.

## Weitere Tätigkeiten
- Verwaltungsrat der Coro Global Inc., USA[1]
- Fellow des Batten Institute an der Darden Graduate School of Business Administration der University of Virginia.

## Privat
Hüppi ist mit einer US-Amerikanerin verheiratet.
Hüppi wurde nach seinem Misserfolg bei der Zurich Insurance Group in der Schweizer Gesellschaft zur Persona non grata. Er widmete sich in Virginia der Pferdezucht und liess sich schliesslich in Nassau (Bahamas) nieder.